# Jan Kuehnemund
Janice Lynn Kuehnemund mais conhecida como Jan Kuehnemund (Saint Paul, 18 de novembro de 1953 — Colorado Springs, 10 de outubro de 2013) foi uma guitarrista e musicista americana, mais conhecida pelo seu trabalho com a banda Vixen.
Foi a fundadora original da banda, sua marca registrada de tocar guitarra pode ser ouvida em muitas das músicas do Vixen.[carece de fontes?]
Antes de chegarem à sua formação atual, a banda passou por algumas mudanças de formação, sendo Kuehnemund a última integrante da formação original, havendo uma breve reunião em 2004.
Em 10 de outubro de 2013, Kuehnemund morreu de câncer aos 59 anos de idade.

## Discografia
Álbuns de estúdio
- Vixen (1988)
- Rev It Up (1990)
- Live & Learn (2006)

Álbuns ao vivo
- Extended Versions (Live in Sweden) (2006)
- Live In Sweden (2009)

Coletâneas
- Best of Vixen - Full Throttle (1999)